# Panamericano de Rugby 1996
El Panamericano de Rugby de 1996 fue la segunda edición de este torneo. Se disputó en Canadá en tres ciudades de la provincia de Ontario: Nepean, Hamilton y Markham. Además de la selección local participaron las de Argentina, Uruguay y Estados Unidos; este último equipo debutó en el Panamericano.

## Equipos participantes
- Selección de rugby de Argentina (Los Pumas)
- Selección de rugby de Canadá (Canucks)
- Selección de rugby de Estados Unidos (Las Águilas)
- Selección de rugby de Uruguay (Los Teros)

## Posiciones
| Pos. | Equipo         | Encuentros | Encuentros | Encuentros | Encuentros | Tantos  | Tantos    | Tantos     | Puntos |
| Pos. | Equipo         | jugados    | ganados    | empatados  | perdidos   | a favor | en contra | diferencia | Puntos |
| ---- | -------------- | ---------- | ---------- | ---------- | ---------- | ------- | --------- | ---------- | ------ |
| 1    | Argentina      | 3          | 3          | 0          | 0          | 124     | 67        | + 57       | 6      |
| 2    | Canadá         | 3          | 2          | 0          | 1          | 68      | 77        | - 9        | 4      |
| 2    | Estados Unidos | 3          | 1          | 0          | 2          | 71      | 65        | + 6        | 2      |
| 3    | Uruguay        | 3          | 0          | 0          | 3          | 51      | 105       | - 54       | 0      |

Nota: Se otorgan 2 puntos al equipo que gane un partido, 1 al que empate y 0 al que pierda

## Resultados[1]

### Primera fecha
| 14 de setiembre | Argentina | 29 - 26 | Estados Unidos | Twin Elm Rugby Park, Nepean                           |                                                       |
|                 |           | Reporte |                | Asistencia: 1500 espectadores Árbitro(s): Lay / López | Asistencia: 1500 espectadores Árbitro(s): Lay / López |

| 14 de setiembre | Canadá | 24 - 18 | Uruguay | Twin Elm Rugby Park, Nepean  |                              |
|                 |        | Reporte |         | Árbitro(s): Santiago Borsani | Árbitro(s): Santiago Borsani |

### Segunda fecha
| 18 de setiembre | Argentina | 54 - 20 | Uruguay | Mohawk Sports Park, Hamilton |                            |
|                 |           | Reporte |         | Árbitro(s): Jerry McLemore   | Árbitro(s): Jerry McLemore |

| 18 de setiembre | Canadá | 23 - 18 | Estados Unidos | Mohawk Sports Park, Hamilton |                           |
|                 |        | Reporte |                | Árbitro(s): Gustavo López    | Árbitro(s): Gustavo López |

### Tercera fecha
| 21 de setiembre | Canadá | 21 - 41 | Argentina | Fletcher's Field, Markham  |                            |
|                 |        | Reporte |           | Árbitro(s): Jerry McLemore | Árbitro(s): Jerry McLemore |

| 21 de setiembre | Estados Unidos | 27 - 13 | Uruguay | Fletcher's Field, Markham |                          |
|                 |                | Reporte |         | Árbitro(s): Ian Hyde-Lay  | Árbitro(s): Ian Hyde-Lay |

| Bandera de Argentina |
| Campeón Argentina    |
| Segundo título       |